# Фердинанд Готфрид фон Велен-Меген
Фердинанд Готфрид фон Велен-Меген/фон Фелен-Меген (на немски: Ferdinand Gottfried von Vehlen-Megen; † 7 юли 1685, Раезфелд) е граф на Велен/Фелен-Меген и фрайхер на Раезфелд в Северен Рейн-Вестфалия.

## Произход
Той е син на императорския генерал-фелдмаршал на Католическата лига граф Александер II фон Велен († 1675) и първата му съпруга графиня Александрина Амстенрает цу Хуйн и Гелен († 1640), дъщеря на Арнолд III ван Хуйн ван Амстенраде († 1638) и Маргарета ван Бохолтц. Баща му се жени втори път през 1647 или 1655 г. за графиня Анна Магдалена фон Бентхайм-Бентхайм (* ок. 1640; † 1692).
Сестра му Шарлота Мария Изабела (* ок. 1617; † 27 февруари 1692) се омъжва на 10 май 1644 г. за граф Адолф Ернст фон Лимбург-Щирум (1622 – 1657), брат на бъдещата му съпруга София Елизабет фон Лимбург-Щирум.
През 1661 г. фамилията е издигната на имперски фрайхер. Баща му Александер фон Велен става през 1641 г. наследствен имперски граф. Фамилията измира през 18 век.

## Фамилия
Фердинанд Готфрид фон Велен-Меген се жени на 25 юли 1656 г. в Боркуло за графиня София Елизабет фон Лимбург-Щирум и Бронкхорст (* ок. 1630; † 26 октомври 1685, Раезфелд), дъщеря на граф Херман Ото I фон Лимбург-Щирум (1592 – 1644) и Анна Магдалена, фрайин Шпиз фон Бюлесхайм цу Фрехен († 1659). Те имат 12 деца:
- Александер Ото (* 12 януари 1657; † 10 май 1727), наследник на Раезфелд, императорски генерал на кавалерията и фелдмаршал (1726), женен за Анна Каролина де Бавай († 12 януари 1697)
- Анна Ернестина (* 12 април 1650; † 23 февруари 1729), омъжена 1694 г. за Йохан Лудвиг фон Лайнинген-Дагсбург-Фалкенбург (* 29 юли 1673; † сл. 1699/1709)
- Мария Изабела (* 24 януари 1660 – ?), омъжена за Луи Л'Омониер маркиз де Варенес
- Шарлота Амалия (* 30 септември 1662; † 1718/26 октомври 1727), омъжена за първия си братовчед граф Херман Ото II фон Лимбург-Щирум (* 1 април 1646; † 8 юли 1704), син на Адолф Ернст фон Лимбург-Щирум и леля ѝ Шарлота Мария Изабела фон Велен-Меген
- Арнолд Адолф (* 20 декември 1663 – ?)
- Доротея Вилхелмина (* 2 май 1665 – ?), омъжена за граф Феликс Вршоцетц
- Клаудия Амалия (* 20 януари 1667 – ?)
- Лудвиг Хайнрих (* 14 март 1668; † 10 юли 1684)
- Елизабет Агнес (* 26 май 1670 – ?)
- Кристоф Ото (* 25 март 1671; † 2 май 1733, Брюксел), императорски генерал, неженен
- Франц Дитрих (* 24 януари 1674 – ?)
- София (* 1675)